# Как это работает
«Как это работает?» (англ. How It's Made? — «Как это сделано?» или «Как это устроено?») — документальный телесериал, премьера которого состоялась 6 января 2001 года на телеканале Science Channel в США и канале Discovery Channel Canada в Канаде. Программу выпускают в канадской провинции Квебек. В передаче показываются все стадии промышленного производства различных предметов и пищевых продуктов, а закадровый ведущий рассказывает об этом. В каждом выпуске рассказывают о четырёх предметах.

## Языки
Программа транслируется на английском языке на канале Discovery Channel Canada и Discovery Civilization Channel и на французском языке на канале Ztélé. Также передача транслируется за рубежом, например, в США (на The Science Channel и реже на Discovery Channel), в Великобритании (Discovery Channel UK, Discovery Science и Quest), в Италии (Discovery Science I), в Норвегии (на норвежском языке на Discovery Channel и Discovery Science), и в Польше (на польском на каналах Discovery Channel Polska и Discovery Science Channel Polska). В Германии программа транслируется на DMAX на немецком языке под названием So wird’s gemacht. Передачу показывают также под другими названиями: в Португалии под названием O Segredo das Coisas, в Испании — Así se hace, во Франции — Comment c’est fait, в Польше — Jak to jest zrobione, в Венгрии — Hogyan készült, на Украине — Як це працює?, в Румынии — Cum se fabrică, в Италии — Come è fatto, в России — Как это работает, в Норвегии — Hvordan den lages, в Финляндии — Miten se tehtiin?, в Чехии — Jak se to dělá.

## Эпизоды
Программа выходит с 2001 года по настоящее время — отснято 32 сезона по 13 серий в каждом. Каждый выпуск телепередачи выполнен отдельным (самостоятельным) блоком из четырёх эпизодов в каждом. Иногда один из эпизодов программы выпускается в двух частях, но общее количество эпизодов всегда четыре. Это сделано для возможности размещения до трёх рекламных блоков в течение одной телепередачи. За время производства программы «How It`s Made» менялись ведущие, заставки, но схема выпусков изменений не претерпела: в каждом сезоне 13 серий, в каждой серии по четыре эпизода.

## Ведущие
- Mark Tewksbury — сезон 1 (2001);
- Lynn Herzeg — сезоны 2 — 4 (2002—2004);
- June Wallack — сезон 5 (2005);
- Lynne Adams — сезоны 6 — (2006 — по настоящее время).